# Egnatia
Egnatia (łac. Diocesis Egnatiensis) – stolica historycznej diecezji we Cesarstwie rzymskim w prowincji Byzacena, współcześnie Henchir-Temounia w Tunezji. Obecnie katolickie biskupstwo tytularne.

## Biskupi
| Lp. | Biskup                   | Funkcja                                                  | Od                   | Do                   |
| --- | ------------------------ | -------------------------------------------------------- | -------------------- | -------------------- |
| 1   | Louis Lévesque           | arcybiskup koadiutor Rimouski (Kanada)                   | 13 kwietnia 1964     | 25 lutego 1967       |
| 2   | Daniel Cronin            | biskup pomocniczy Boston (USA)                           | 10 czerwca 1968      | 30 października 1970 |
| 3   | Miguel Gatan Purugganan  | biskup pomocniczy Archidiecezja Nueva Segovia (Filipiny) | 23 stycznia 1971     | 21 stycznia 1974     |
| 4   | Antônio de Souza         | biskup koadiutor Assis (Brazylia)                        | 9 lutego 1974        | 20 lipca 1977        |
| 5   | Paulino Fernandes Madeca | biskup pomocniczy Luandy (Angola)                        | 22 lipca 1983        | 2 lipca 1984         |
| 6   | Juozas Preikšas          | biskup pomocniczy kowieński i wyłkowyski (Litwa)         | 31 października 1984 | 24 grudnia 1991      |
| 7   | Norbert Trelle           | biskup pomocniczy Kolonii (Niemcy)                       | 25 marca 1992        | 29 listopada 2005    |
| 8   | Dionizy Lachowicz        | biskup pomocniczy kijowski-halicki (Ukraina)             | 21 grudnia 2005      | 24 października 2020 |